# Other Words for Home
《Other Words for Home》是一本詩歌形式的儿童读物。 故事讲述了一个叙利亚难民家庭的故事，主角是12岁的女孩裘德（Jude）。該書奪得了2020年纽伯瑞奖銀牌。